# Pjotr Filippowitsch Jakubowitsch

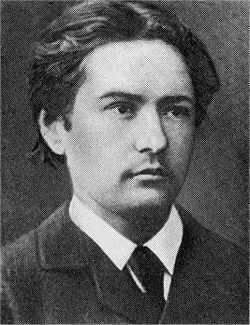
Pjotr Jakubowitsch (1882/1885)

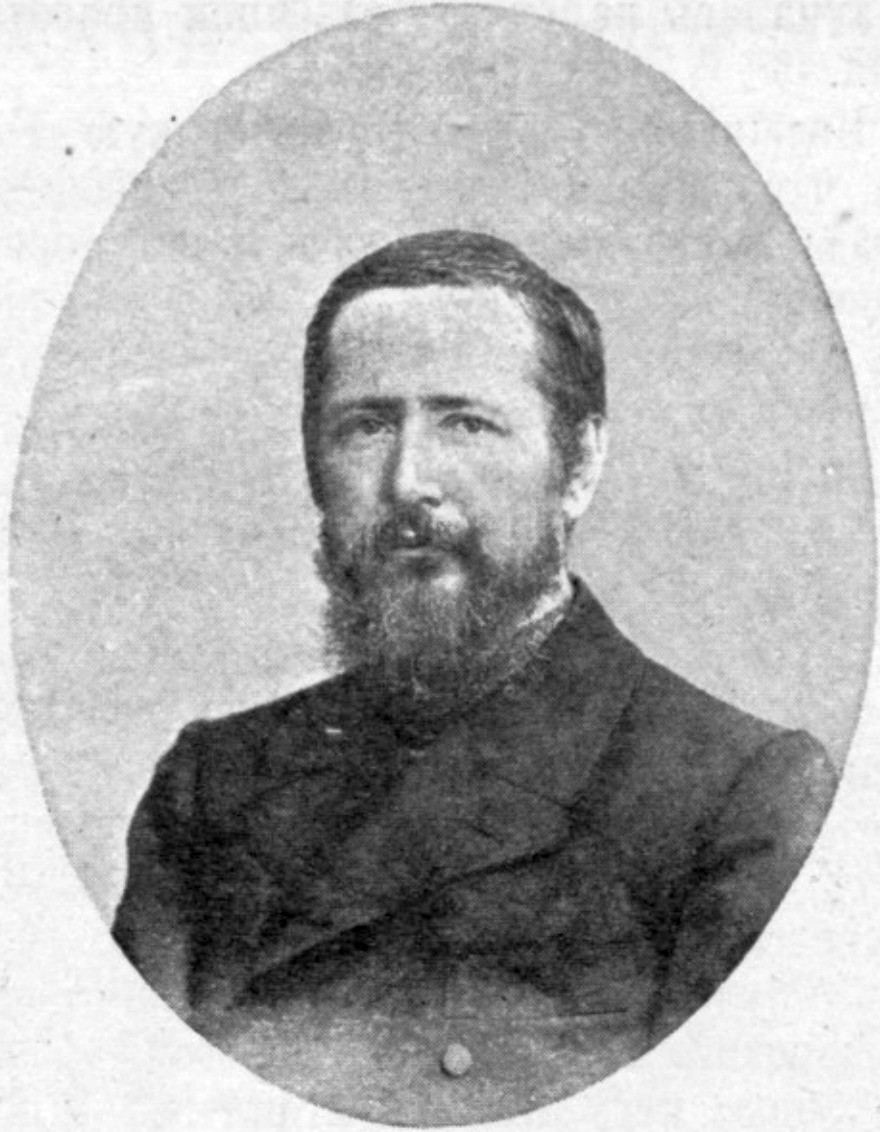
Pjotr Jakubowitsch (1911)

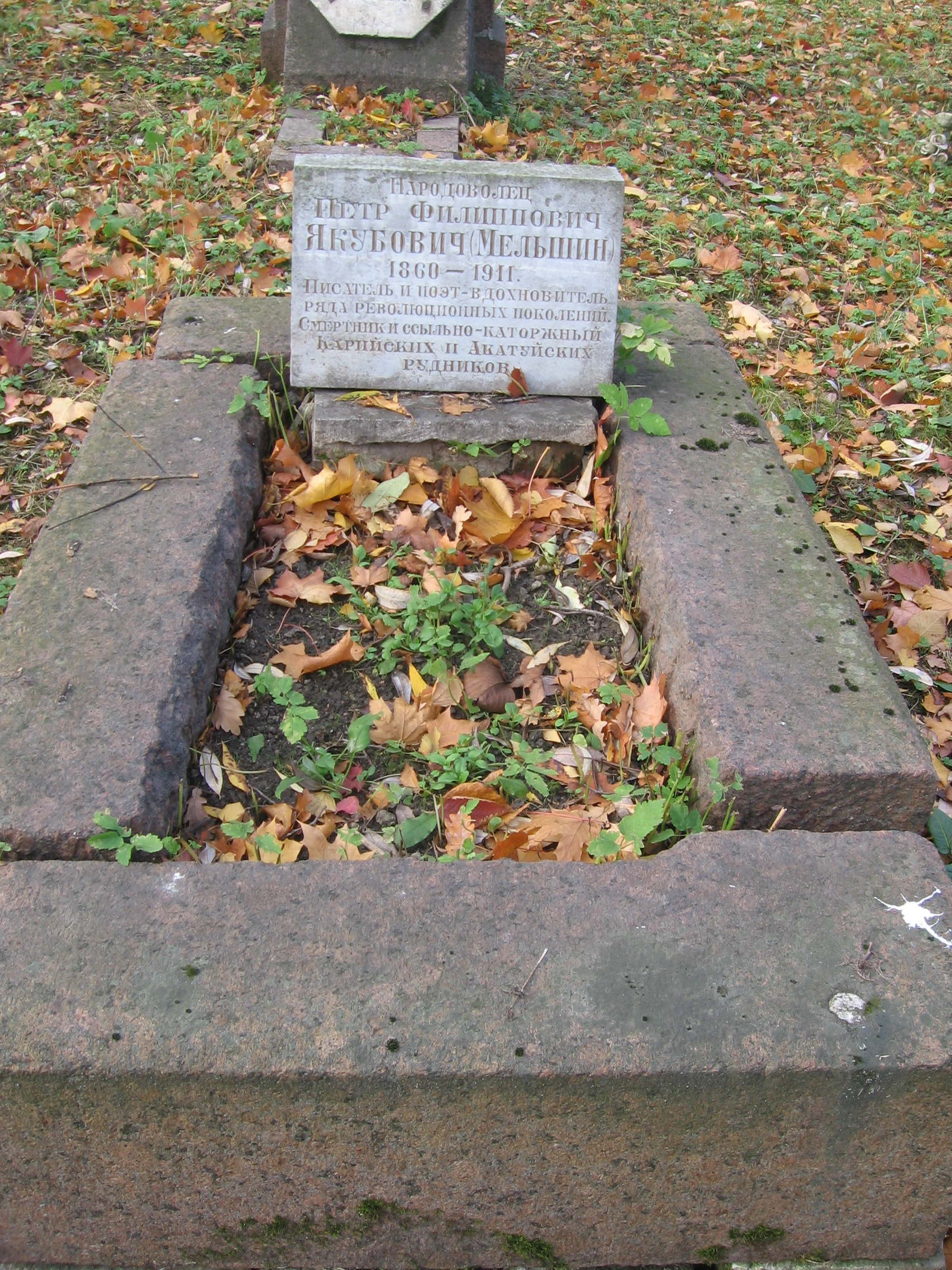
Grab

Pjotr Filippowitsch Jakubowitsch (russisch Пётр Филиппович Якубович, wiss. Transliteration Pëtr Filippovič Jakubovič; geboren 22. Oktoberjul. / 3. November 1860greg. in Issajewo, Ujesd Waldai, Gouvernement Nowgorod; gestorben 17. Märzjul. / 30. März 1911greg. in Sankt Petersburg) war ein unter zahlreichen Pseudonymen schreibender russischer Schriftsteller und Dichter, der insbesondere für seine Tagebuchblätter aus Sibirien und seine Gedichte bekannt ist.

## Leben
Er absolvierte ein Studium an der Fakultät für Geschichte und Philologie der Universität Sankt Petersburg (1882). Ab 1878 veröffentlichte er Verse in Delo, Otetschestwennyje Sapiski, Slowo und anderen Zeitschriften. Er verbrachte als Mitglied der illegalen revolutionären Organisation Narodnaja Wolja (Volkswille), deren Ideologe und Aktivist er war, viele Jahre in der zaristischen Katorga. Im Raum von Nertschinsk musste der nach einem „abgemilderten Todesurteil“ zu 18 Jahren Zwangsarbeit Verurteilte in den Bergwerken arbeiten. Er schrieb unter zahlreichen Pseudonymen, das bekannteste ist L.  Melschin. Unter diesem Decknamen veröffentlichte er sein Skizzenbuch mit Erinnerungen W mire otwerschennych (russisch В мире отверженных, wiss. Transliteration V mire otveržennych) an diese Zeit, die seinerzeit auf Deutsch in verschiedenen Ausgaben erschienen sind, bei Kiepenheuer unter dem Titel Im Lande der Verworfenen: Tagebuchblätter eines sibirischen Sträflings. Er durfte unter seinem bürgerlichen Namen mehr als 20 Jahre nicht veröffentlichen. Das Buch entstand unter schwierigsten Haftbedingungen.
1905, nach der blutigen Niederschlagung des Roten Sonntags, schrieb Piotr Jakubowitsch eines seiner stärksten Gedichte, Roter Schnee (russisch Красный снег / Krasny sneg, wiss. Transliteration Krasnyj sneg), das dieses Staatsverbrechen anprangerte und in den Jahren der Ära der Sowjetunion Eingang in die Schul-Lehrpläne fand. Baudelaire übersetzte er ins Russische.
Seine Gedichte fanden Aufnahme in die russische Buchreihe Bibliothek der Weltliteratur im Verlag Chudoschestwennaja literatura.
Er ist bei den Literatenbrücken auf dem Sankt Petersburger Wolkowo-Friedhof begraben.

## Werke

### L. Melschin
Am verbreitetsten wurden seine Berichte aus Sibirien mit dem Pseudonym L. Melschin, von dem es mehrere deutsche, sowie englische, französische und weitere Übersetzungen gab.
Russischer Originaltext
- «В мире отверженных», 2 Bände, St. Petersburg 1896–1899, Neuauflagen 1899–1902; 1903—1906; 1907–1911; 1912. Neuauflage 1958

Deutsche Übersetzungen
- Im Reiche der Ausgestossenen. Aus den Memoiren des sibirischen Sträflings L. Melschin. Einzig berechtigte Uebersetzung von Heinrich Harff [d. i. Elisabeth Thiemann], Heinrich Minden, 1901[2]; 2. Auflage 1915[3]

- L. Melschin: Im Lande der Verworfenen. Tagebuchblätter eines Sibirischen Sträflings, unverkürzter Übersetzung von M. Feofanoff, H. Haessel, Leipzig 1902[4]
  - Zweite, nicht veränd. Aufl. in unverkürzter Übertragung von M. Feofanoff. 2 Bände, Insel Verlag, Leipzig 1904 (Digitalisat I, II)
  - L. Melschin: Im Lande der Verworfenen. Tagebuchblätter eines sibirischen Sträflings, 2 Bände, Gustav Kiepenheuer Verlag, Leipzig und Weimar, 1985. Aus dem Russischen v. Michael Feofanoff (Buchhandelslink)
  - L. Melschin: Im Lande der Verworfenen. Tagebuchblätter eines sibirischen Sträflings, 2 Bände, C.H. Beck, München, 1985, ISBN 3-406-30986-0 / 3-406-30986-0
- L. Melschin: In der Welt der Verstossenen. Erzählungen. Aus dem Russischen von G. Polonsky, Deutsche Verlags-Anstalt, Stuttgart/Leipzig, 1903[5] Digitalisat
- In der Welt der Verfemten, Moskau 1964 (?)

Englische Übersetzung
- In the World of the Outcasts: Notes of a Former Penal Laborer, Volume I: 1  1 Mar 2015; Andrew A. Gentes (Introduction, Translator) (Online-Teilansicht)

### Weitere Werke (Auswahl)
Außerdem veröffentlichte er mehrere Gedichtbände.
- Stichotvorenija (Стихотворения), St. Petersburg, Klobukowa, 1902, Gedichte (1878–1897 und 1898–1902 in einem Band).
  - 3. ergänzte Auflage, Beilage zu Russkoje bogatstwo Band 1, 2